# Oh, Inverted World
Oh,Inverted World è l'album di debutto del gruppo indie rock statunitense The Shins, uscito il 19 giugno 2001 per l'etichetta Sub Pop Records.
La Omnibus Records all'inizio distribuiva un vinile del disco tramite Darla. La Sub Pop ristampò il vinile.
L'album contiene le canzoni Caring Is Creepy e New Slang, apparse nel film La mia vita a Garden State.

## Accoglienza
Oh, Inverted World si è piazzato al numero 35 nella lista di Pazz & Jop per il miglior album del 2001. Il sito Pitchfork lo ha piazzato al 115º posto nella sua classifica dei 200 migliori album degli anni 2000.

## Tracce
1. Caring Is Creepy – 3:19
2. One by One All Day – 4:08
3. Weird Divide – 1:57
4. Know Your Onion! – 2:28
5. Girl Inform Me – 2:19
6. New Slang – 3:49
7. The Celibate Life – 1:49
8. Girl on the Wing – 2:48
9. Your Algebra – 2:28
10. Pressed in a Book – 2:54
11. The Past and Pending – 5:21

## Formazione

### Gruppo
- James Mercer – voce, chitarra, basso, tastiera, percussioni, effetti sonori
- Marty Crandall - basso, tastiera, percussioni
- Neil Langford - basso
- Jesse Sandoval – batteria